# Монсамполо дел Тронто
Монсампо̀ло дел Тро̀нто (на италиански: Monsampolo del Tronto, на местен диалект lu Mondë, лу Мондъ) е малко градче и община в Централна Италия, провинция Асколи Пичено, регион Марке. Разположено е на 184 m надморска височина. Населението на общината е 4680 души (към 2011 г.).